# Chlorure de choline
Le chlorure de choline est un composé organique et un sel d'ammonium quaternaire. Il en existe deux variantes cristallines.

## Autres dénominations
Cette molécule (parfois désignée par les lettres CC) a aussi été mise sur le marché sous le nom d'hépacholine, biocolina et lipotril.

## Synthèse
Au laboratoire, la choline peut être préparée par méthylation de la diméthyléthanolamine avec du chlorure de méthyle.
Le procédé Johnson Matthey Process Technology produit le chlorure de choline à partir d'oxyde d'éthylène, d'acide chlorhydrique et de triméthylamine ou du sel préformé comme suit 

## Applications
Le chlorure de choline est industriellement produit en grande quantité pour être utilisé : 
- comme additif important (substitut à la vitamine B4) dans l'industrie de l'alimentation animale, notamment pour les élevages de volaille où il est considéré comme un accélérateur de croissance ;
- comme additif de contrôle de l'argile dans les fluides utilisés pour la fracturation hydraulique[7] ;
- comme cation de substitution dans certaines expériences de biologie[8] ou par exemple en remplacement du NaCl[9],[10] ;
- Il peut former un eutectique avec l'urée, de l'éthylène glycol, du glycérol et de nombreux autres composés. Cet eutectique, ayant une température de fusion de 12 °C, peut servir comme solvant eutectique profond (DES).

D'autres sels commerciaux de choline sont : 
- l'hydroxyde de choline ;
- le bitartrate de choline ;
- la phosphatidylcholine (forme dans laquelle la choline est la plus présente dans les denrées alimentaires).